# Santa Maria Hoè
Santa Maria Hoè (Santa Maria Uè in dialetto brianzolo, semplicemente Hoè fino al 1757) è un comune italiano di 2 106 abitanti della provincia di Lecco in Lombardia. Fa parte dell'Unione dei comuni della Valletta.

## Geografia fisica

### Idrografia
- Torrente Bevera[5]

## Origini del nome
Citato come Ohe in una carta del 1088 e come Ho nei due secoli successivi, il toponimo è stato popolarmente avvicinato al germanico (anche se non si hanno attestazioni di popolazioni germaniche sul monte di Brianza), in relazione a una "famiglia patrizia estinta", a sua volta da hohe, col significato di "alto". Più probabilmente però deriva dal latino vadum "guado, passaggio", attraverso *vò e *ò, ampliato successivamente in -è (si confronti Montuè per Montù). In precedenza era stato accostato al latino luparium, diventato successivamente lovèe e, con caduta di l- iniziale, percepita come articolo, ohè.

## Storia
Durante il periodo medievale, il paese di Ho apparteneva alla casata dei De Capitani, possessori di un castello recintato e dotato di una torre di segnalazione.
Dopo una breve parentesi di infeudazione da parte di Buoso da Duera, Ho passò a un ramo vimercatese dei De Capitani.
Nel 1456 i religiosi appartenenti all'ordine Servi di Maria, che in paese avevano un convento, fecero costruire alcuni mulini ad acqua. Gli stessi poi promossero la realizzazione di un mercato settimanale di bozzoli di seta (XVII secolo) e una fiera zootecnica annuale (la cosiddetta fiera dell'Addolorata).

### Simboli
Lo stemma e il gonfalone sono stati concessi con DPR dell'11 settembre 1996.
Il gonfalone è un drappo rettangolare di giallo con la bordatura di verde.

## Monumenti e luoghi d'interesse

### Architetture religiose
- Chiesa dell'Addolorata,[9] elevata al rango di parrocchiale nel 1914, anno in cui venne ceduta dalla famiglia De Capitani, proprietaria dell'immobile a partire dal 1789.[5] L'edificio fu edificato a partire da una chiesa costruita per volontà popolare nel XIII secolo[5].
- Chiesa di Santa Veronica in Tremonte (1280),[10] un tempo situata entro le mura del castello del borgo fortificato di Ho[5].
- Chiesa di San Gaetano[11]
- Chiesa di Santa Petronilla[12]

### Architetture civili
- Complesso di Villa Vimercati Erba Semenza, già attestata nel 1588[13]
- Ponte di epoca romana, fuori dalla frazione di Tremonte[14]
- Ruderi della torre di segnalazione dell'antico castello, sopra alla frazione di Tremonte[5]
- Ca' Andreino[15]

## Società

### Evoluzione demografica
- 281 nel 1751
- 545 nel 1805 con Tremonte, Bosco, Cornera e Alduno
- 1 607 nel 1809 dopo l'annessione di Bagaggera, Cologna e Rovagnate
- 696 nel 1853
- 1 017 nel 1901
- 3 864 nel 1931 dopo l'annessione di Rovagnate e Perego nel 1928 trasformandosi in Santa Maria di Rovagnate[16]
- 4 036 nel 1951
- 1 165 nel 1961

Abitanti censiti

### Etnie e minoranze straniere
Gli stranieri residenti nel comune sono 170, ovvero il 7,5% della popolazione. Di seguito sono riportati i gruppi più consistenti:
1. Marocco, 37
2. India, 27
3. Romania, 23
4. Senegal, 22

### Religione
Il comune ha una sola parrocchia appartenente al decanato di Brivio.
Ci sono 4 chiese, anche se solo una è utilizzata.

### Altro
A Santa Maria Hoè visse Giuseppe Di Stefano, famoso tenore italiano che si innamorò di questa terra e che è sepolto nel locale cimitero.

## Amministrazione
| Periodo        | Periodo        | Primo cittadino      | Partito                                         | Carica  | Note   |
| -------------- | -------------- | -------------------- | ----------------------------------------------- | ------- | ------ |
| 1954           | 1958           | Fabio Semenza        | N.D.                                            | Sindaco | [ 19 ] |
| 1958           | 1972           | Gianluigi Marzorati  | N.D.                                            | Sindaco | [ 19 ] |
| 1972           | 1975           | Camillo Brugnoli     | N.D.                                            | Sindaco | [ 19 ] |
| 1975           | 1983           | Franco Tavola        | N.D.                                            | Sindaco | [ 19 ] |
| 1983           | 6 giugno 1993  | Pierluigi Montanelli | Democrazia Cristiana                            | Sindaco | [ 19 ] |
| 7 giugno 1993  | 27 aprile 1997 | Gilberto Tavola      | Democrazia Cristiana                            | Sindaco | [ 20 ] |
| 28 aprile 1997 | 27 maggio 2006 | Roberto Corbetta     | Centro                                          | Sindaco | [ 20 ] |
| 28 maggio 2006 | 15 maggio 2011 | Gilberto Tavola      | Lista civica                                    | Sindaco | [ 20 ] |
| 16 maggio 2011 | 5 giugno 2016  | Carmelo La Mancusa   | Lista civica - Una speranza per Santa Maria Hoè | Sindaco | [ 20 ] |
| 6 giugno 2016  | in carica      | Efrem Brambilla      | Lista civica - Una speranza per Santa Maria Hoè | Sindaco | [ 20 ] |